# Cerkiew św. Mikołaja w Juneau

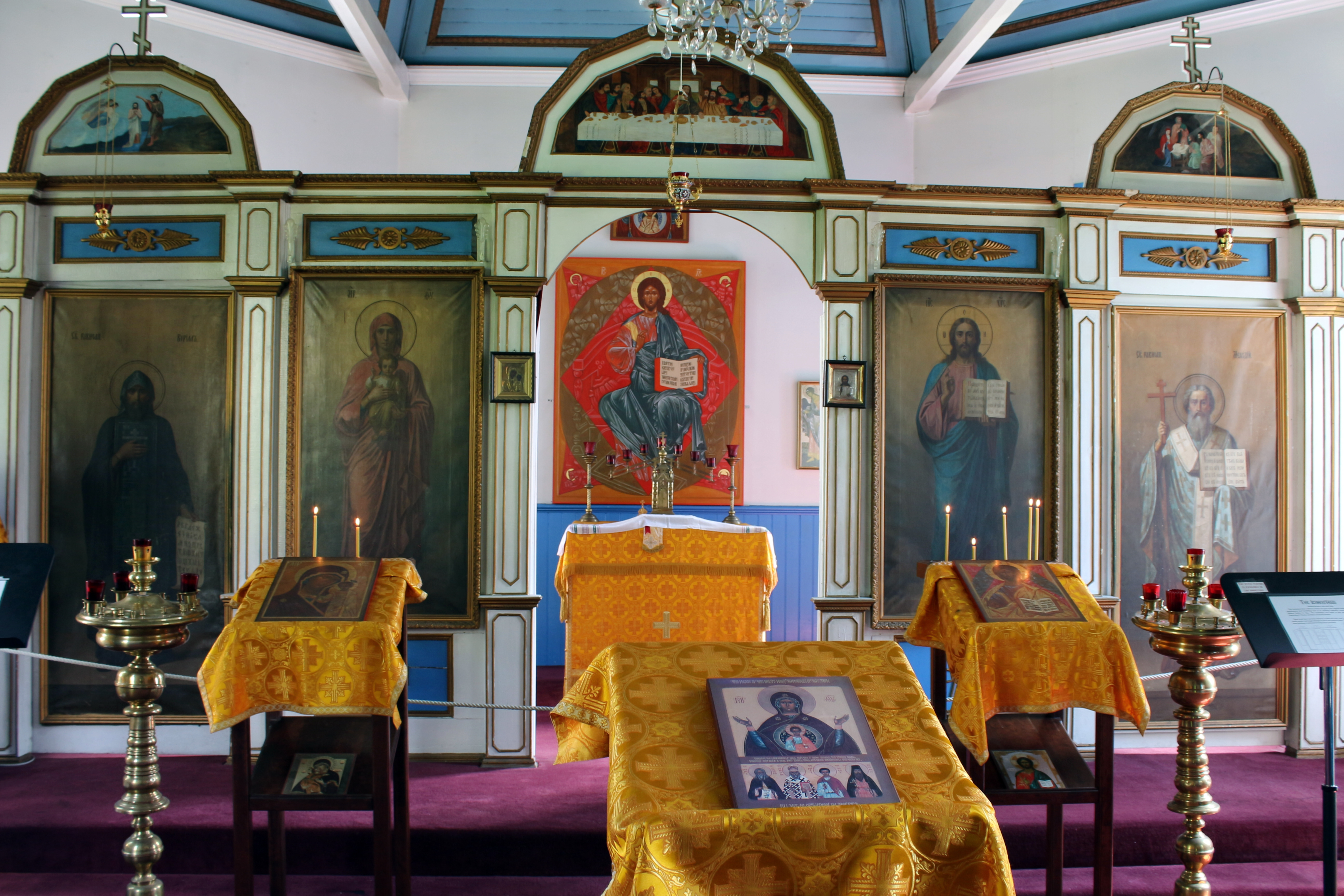
Wnętrze (2013)

Cerkiew św. Mikołaja – prawosławna cerkiew parafialna w Juneau.
Część mieszkańców okolic Juneau, pochodzących z plemienia Tlingit, przyjęła chrzest z rąk misjonarzy Rosyjskiego Kościoła Prawosławnego, w soborze św. Michała Archanioła w Sitce. W Sitce powstała kaplica prawosławna, w której odprawiane były nabożeństwa w języku tlingit. Przetrwała ona także po sprzedaży Alaski Amerykanom w 1867.
Po wybuchu gorączki złota Juneau stało się ważnym celem dla poszukiwaczy złota, w ślad za którymi do miasta przybywali również misjonarze protestanccy, pragnący nawracać na chrześcijaństwo ludność miejscową, w tym także te osoby, które były już chrzczone w Kościele prawosławnym. Misjonarze ci posługiwali się w liturgii jedynie językiem angielskim, co budziło sprzeciw u Tlingit. W 1890 przywódca plemienny Anathahash przyjął chrzest w Sitce i przekonał rosyjskiego kapłana, ks. Władimira Donskiego, do założenia w mieście prawosławnej placówki misyjnej. W niej chrzest przyjmowali kolejni przywódcy Tlingit, za ich przykładem szli inni członkowie plemienia. W 1892 grupę 700 miejscowych mieszkańców ochrzcił w czasie wizyty duszpasterskiej biskup Nikołaj (Ziorow). W roku następnym oficjalnie została powołana parafia, rozpoczęto również budowę wolno stojącej cerkwi. W czerwcu 1894 biskup Nikołaj (Ziorow) poświęcił budynek, nieposiadający jeszcze dzwonnicy ani kopuły. Ta ostatnia została wzniesiona w roku następnym, zaś dzwonnicę wykończono w 1905. Wtedy też zawieszono na niej dzwony zakupione w Petersburgu.
Cerkiew w Juneau jest najdłużej działającą świątynią prawosławną na południowo-wschodniej Alasce. Znajduje się na liście National Register of Historic Places.